# Hemistola nemoriata
Hemistola nemoriata là một loài bướm đêm trong họ Geometridae.